# Pseudovermilia madracicola
Pseudovermilia madracicola är en ringmaskart som beskrevs av ten Hove 1989. Pseudovermilia madracicola ingår i släktet Pseudovermilia och familjen Serpulidae. Inga underarter finns listade i Catalogue of Life.